# Effets spéciaux
Pour les articles homonymes, voir SFX.
Les effets spéciaux (souvent notés SFX, pour special effects, en anglais) sont des techniques utilisées au cinéma pour créer l’illusion d’actions et simuler des objets, des environnements, des personnages ou des phénomènes qui n’existent pas dans la réalité ou qui ne pourraient pas être filmés au moment du tournage mais qui ne sont pas obtenus par des moyens numériques. Ces derniers, totalement créés ou modifiant des images déjà obtenues en tournage normal, sont appelés des effets visuels. On parle aussi de trucages, ou truquages.

## Principes
Les effets spéciaux font appel à différents procédés liés à l’image et au son : synthèse d'image 3D, traitement numérique, maquettes, animation image par image, pixilation, ralenti et accéléré, maquillage, bruitage, capture de mouvement, etc. Ils peuvent être réalisés pendant le tournage ou après (en postproduction), ou par la combinaison des deux.
Les cinéastes utilisent les effets spéciaux pour des besoins divers :
- pour reproduire une atmosphère (pluie, chute de neige, brume, etc.) ;
- pour créer une réalité visuelle à partir d’éléments imaginaires (monstres, extraterrestres, soucoupes volantes, univers cosmique, etc.) ;
- pour préserver l'intégrité des acteurs ou des décors (explosions, accidents, violences, catastrophe naturelle, scène d'action, etc.).

L’effet spécial doit paraître le plus réel possible. Son but est de s’effacer. Mieux : il a besoin du réel pour exister. Un film qui n’utiliserait que des effets spéciaux relèverait du « merveilleux » où tout est possible, comme dans les dessins animés par exemple, et perdrait en réalisme auprès des spectateurs.

## Histoire
Les premières illusions visuelles remontent aux lanternes magiques et aux jouets optiques, mais c’est avec la naissance du cinéma que se sont véritablement développés les effets spéciaux.
Dans le septième art, le premier effet spécial avec arrêt de caméra, et substitution d'une actrice par un mannequin, a lieu dans le film américain L'Exécution de Mary, reine des Écossais réalisé en 1895 par William Heise et Alfred Clark. En 1896, Louis Lumière réalise Démolition d'un mur, où un groupe d'ouvriers démolit un mur qui à la fin s'effondre. Le contremaître n'est autre qu'Auguste Lumière dans une de ses apparitions devant la caméra de son frère. Cette « vue photographique animée », comme les Lumière appellent leurs films, a inspiré Louis pour prolonger le succès de la découverte qu'il fait lors d'une projection, en rembobinant le film sans éteindre la lanterne : le mur se redresse en une poussée miraculeuse. La marche arrière vient d'être inventée. Louis Lumière fait tourner plusieurs sujets spécialement pour les montrer au public en marche arrière, tel le sportif sautant de son plongeoir et revenant comme un oiseau se percher sur la planche.
Le prestidigitateur français Georges Méliès, pionnier du cinéma fantastique, est un des premiers à adapter au cinéma certaines techniques de lanterne magique, utilisant en particulier des effets de trompe-l'œil, des surimpressions (on rembobine la pellicule et on enregistre d’autres images par-dessus les premières), des fondus d'ouverture, de fermeture, enchaînés. Il redécouvre aussi un procédé utilisé pour la première fois dans une production de Thomas Edison : l’arrêt de caméra, qui avait permis à William Heise de décapiter une reine dans L'Exécution de Mary, reine des Écossais : on arrête la caméra, et, sans la déplacer, sans changer son cadrage, on modifie un ou plusieurs éléments de la scène (apparition, disparition, ou substitution d’objets ou de personnages), on reprend le tournage, le tour est joué après un coup de ciseaux au négatif développé pour enlever les images surexposées dues à l'arrêt et au redémarrage de la caméra, et une soudure à l'acétone pour assembler les deux tronçons de pellicule.
Le succès de films comme Le Voyage dans la Lune (1902), Le Royaume des fées (1903) ou 20 000 lieues sous les mers (1907) repose en grande partie sur l’utilisation de ces effets spéciaux.
En 1902 également, Méliès filme en plongée totale à 90° sur un comédien allongé sur le sol, se mouvant dans un décor lui aussi disposé à plat. Le personnage peut exécuter des acrobaties infaisables en vrai. C’est ainsi qu’il devient le premier Homme mouche marchant au plafond. Son compatriote Ferdinand Zecca lui emboîte aussitôt le pas, avec une Soubrette ingénieuse qui accroche au mur des tableaux qu’elle va pendre en se déplaçant à genoux sur la paroi verticale. En 1907, l'Espagnol Segundo de Chomón, autre grand imitateur de Méliès, livre une bouffonnerie encore drôle aujourd’hui : Les Kiriki, acrobates japonais où toute une famille d’acrobates exécute d’invraisemblables portés acrobatiques. Aux États-Unis, le comédien James Stuart Blackton, inventeur en 1906 du dessin animé sur support photographique, adapte sa trouvaille de caméra image par image aux objets en volume, avec L’Hôtel hanté, l’animation en volume étant un truquage exécuté directement sur le plateau de tournage
En 1914, l’invention du rotoscope par les frères Dave et Max Fleischer, qui permet de transformer une scène filmée en un dessin animé, ouvre la voie à de nouvelles techniques de trucage, comme la retouche et le découpage d’images pour supprimer certains éléments ou en ajouter d'autres.
Les cinéastes de l'expressionnisme allemand ont rapidement adopté les effets spéciaux, qui ont donné leur identité à des films comme Metropolis de Fritz Lang (1927) ou Faust de F. W. Murnau (1926).

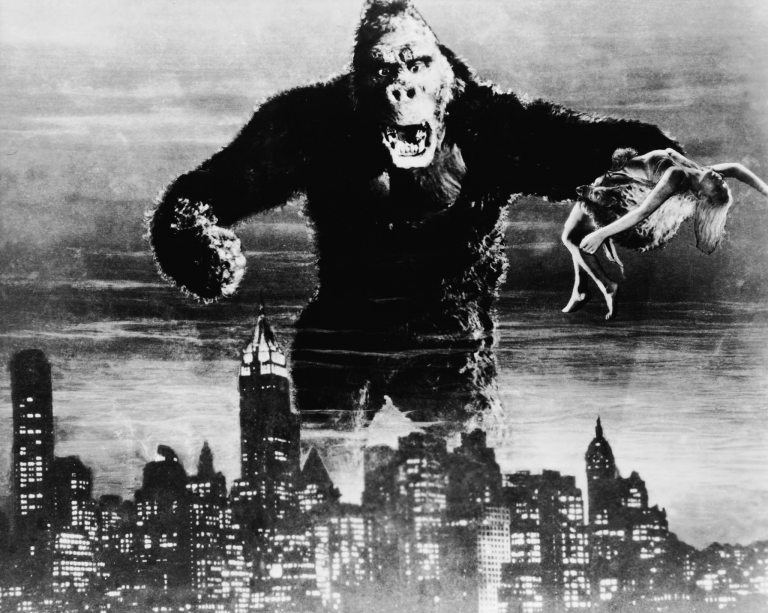
Publicité pour le film King Kong en 1933, utilisant l'animation en volume.

En 1933, le film King Kong de Cooper et Schoedsack a recours à deux types d’effets spéciaux : l’animation en volume et la surimpression pour les plans larges, et la manipulation d’une marionnette pour les gros plans. Ce qui fait de ce film le pionnier de l’animatronique, une technique qui consiste à animer une créature robotisée pour lui donner une apparence de vie, et qui sera largement utilisée par la suite, notamment pour les dinosaures de Jurassic Park en 1993.
Dans les mêmes années, on utilise abondamment les décors peints intercalés entre la caméra et le décor principal (procédé du matte painting), et l’utilisation de maquettes sur un plateau où existe conjointement un décor construit aux dimensions réelles sur lequel se raccorde la maquette, évitant une construction dispendieuse.

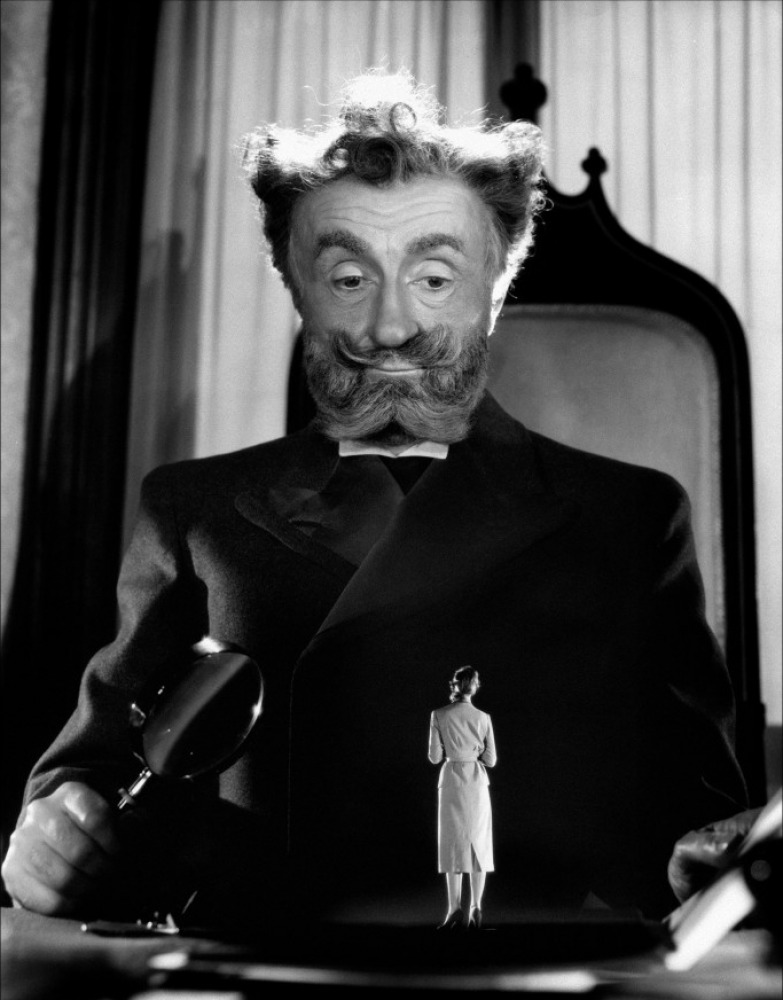
Incrustation d'une actrice en miniature dans le film Les Sept Péchés capitaux en 1952.

Dans l’Homme invisible de James Whale, réalisé en 1933, c’est le procédé du cache/contre-cache qui est utilisé pour masquer le comédien et rétablir les parties cachées du décor. Ces truquages étant difficiles à réussir (à cause des tirages intermédiaires faisant perdre de la qualité aux plans ainsi truqués), le dunning va les remplacer. Ce procédé, qui porte le nom de son inventeur américain, utilise deux pellicules chargées l’une contre l’autre dans la caméra de prise de vues : le négatif lui-même, qui donnera la scène enregistrée, et un positif du décor à ajouter, viré en couleur orange. Le personnage que l’on doit introduire dans ce décor est lui-même éclairé en lumière orange, et derrière lui le fond est au contraire éclairé en lumière bleue. Par soustraction chromatique, le fond bleu est remplacé par le décor filmé précédemment, devant lequel se meut le personnage. Ce procédé ne peut être employé que pour les films en noir et blanc. Cette technique donnera naissance à celle de l’incrustation, l’un des principaux progrès des effets spéciaux, mis au point d’abord en audiovisuel.
Le grand virage de l'utilisation d'effets spéciaux dans la création cinématographique et audiovisuelle française remonte aux années 1980. En 1982, pour contrer la concurrence frontale des États-Unis, le Premier ministre Pierre Mauroy lance un vaste Plan Recherche Image qui engage la France à devenir pionnière dans le domaine de la production audiovisuelle en utilisant les nouvelles techniques de l'image.
Un tournant a lieu lors du tournage de Jurassic Park de Steven Spielberg en 1992. Le réalisateur remet en cause la technique de go motion de l'animateur Phil Tippett en raison de son manque de réalisme. L'animateur Steve Williams qui travaille au sein du studio ILM, société d'effets spéciaux créée par George Lucas, parvient à créer un tyrannosaure photoréaliste en image de synthèse 3D, si bien que Spielberg adopte ce type d'animation pour ses dinosaures en plan large, gardant des dinosaures animatroniques pour les plans rapprochés.
Pour sa trilogie du Seigneur des Anneaux, le réalisateur Peter Jackson demande aux studios de Weta Digital de développer le logiciel de simulation de foule numérique Massive en 1996 principalement pour les scènes de batailles.

## Effets spéciaux mécaniques
De nombreuses techniques inventées dans les années 1920-1930 sont toujours utilisées, comme les câbles pour simuler le déplacement dans les airs d’un personnage ou d’un objet, procédé que l’on emploie devant un écran noir qui masque en grande partie les câbles déployés. De nombreux films et séries télévisées s’appuient sur des maquettes manipulées par câbles, pour simuler des bâtiments, des véhicules et des vaisseaux spatiaux. Aujourd’hui, les câbles sont masqués par traitement numérique.
L’exemple le plus spectaculaire est 2001, l'Odyssée de l'espace, de Stanley Kubrick, qui imposera son modèle à une quantité de films et de séries télévisées, de Cosmos 1999 à Star Wars. Pour mieux contrôler le mouvement des maquettes et de la caméra par ordinateur, John Dykstra développa le procédé Dykstraflex à l’occasion du tournage de Star Wars, épisode IV : Un nouvel espoir. Il créera ensuite avec George Lucas les studios ILM qui se doteront d’outils spéciaux pour pouvoir travailler sur les effets spéciaux après le tournage d’un film.

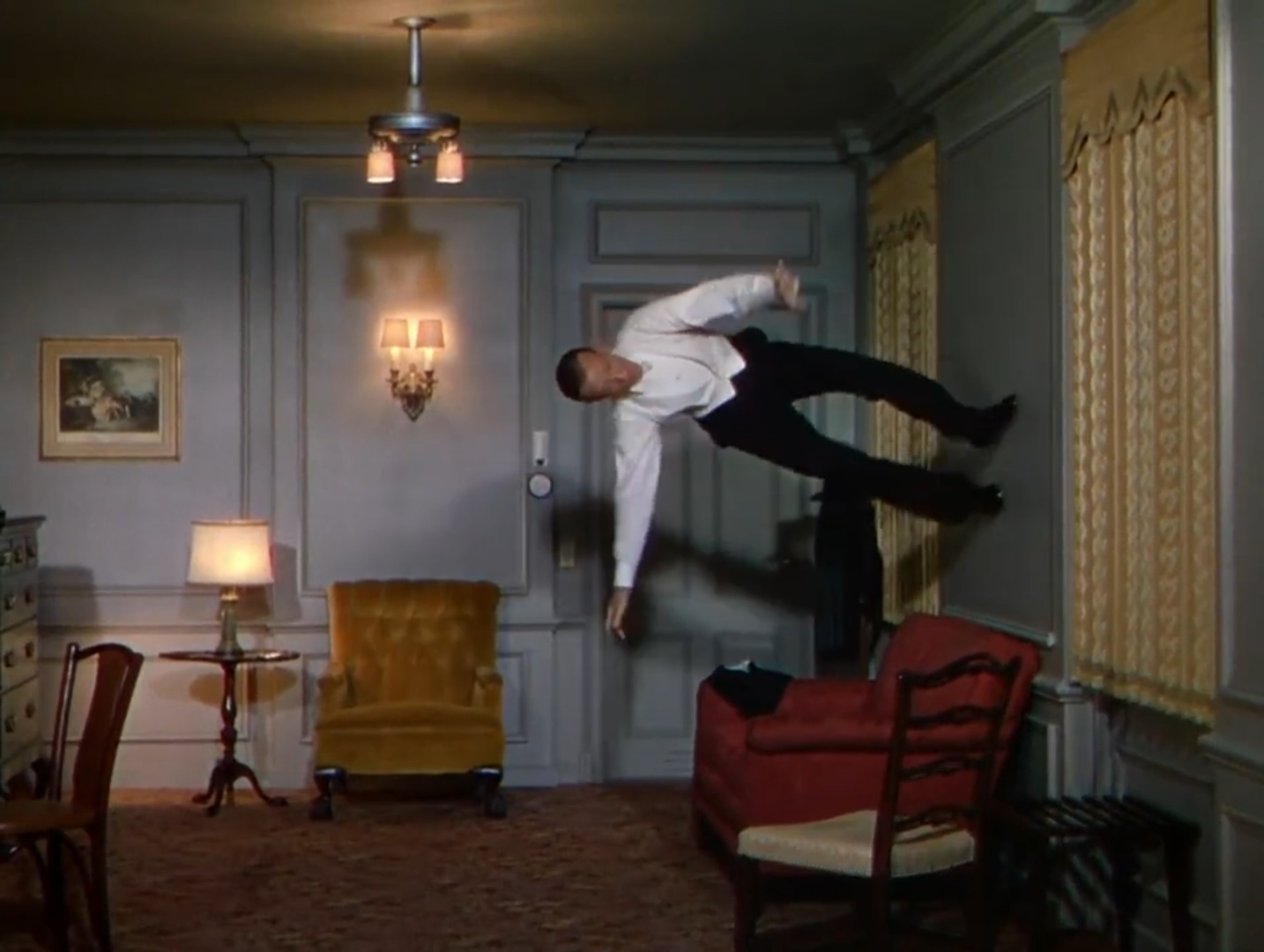
Fred Astaire danse sur les murs et au plafond, passant de l’un à l’autre, dans Royal Wedding.

Des moyens mécaniques importants, voire géants, permettent des effets spéciaux impressionnants. Employés dès les débuts de l’industrie du cinéma, ils mettent en place une machinerie que l’on connaissait déjà au théâtre au XIXe siècle : le tangage des vaisseaux, les personnages marchant du sol au plafond d’un décor intégré dans un carcan cylindrique qui peut tourner sur son axe, tandis que la caméra (et son cadreur), solidaire du carcan, l’accompagne dans son mouvement de rotation.
Pour 2001, l'Odyssée de l'espace, Stanley Kubrick fait construire une grande roue qui permet à une figurante supposée en apesanteur, de « monter au plafond » pour aller servir des petits déjeuners à l’équipage d’une navette en route vers la Lune. Sur le plan de la même démesure, une partie du pont du Titanic dans le film réalisé par James Cameron, était un décor inclinable grâce à de puissants vérins hydrauliques construit en studio. Le bassin censé représenter l’océan où se débattent les naufragés, contenait plusieurs centaines de mètres cubes d’eau.
Un autre moyen de représenter des personnages imaginaires consiste à utiliser des marionnettes. Elles sont la marque de fabrique de spécialistes comme Jim Henson et Frank Oz (créateurs du Muppet Show) qui ont notamment donné vie aux personnages de Dark Crystal ainsi qu’à Yoda dans l'Empire contre-attaque. Les marionnettes, dont chaque mouvement était initialement commandé manuellement (au moyen de fils, de câbles ou de moteurs électriques), sont maintenant également contrôlées par ordinateur.
Enfin, le maquillage (dit FX) et la création de costumes originaux sont généralement associés aux effets spéciaux. En effet, s'ils sont au début du cinéma simplement utilisés afin de permettre aux acteurs de changer de rôle et de cacher leur imperfections, ces derniers ont permis la mise en place et la création de personnages figurant parmi les plus célèbres et les plus indétrônables de l'histoire du 7e art. Il serait judicieux de citer Nosferatu (Nosferatu le vampire de Friedrich Wilhelm Murnau, 1922) ou encore Frankenstein (La fiancée de Frankenstein de James Whale, 1935 ), qui encore aujourd'hui restent des emblèmes du cinéma d'horreur et qui plus est, du cinéma d'horreur muet.

## Effets spéciaux numériques
Au début des années 1980, les progrès des ordinateurs ont permis aux réalisateurs d’envisager de nouvelles productions à partir d’images calculées et d’images de synthèse. Les premiers mélanges d’images filmées et d’images numériques ont été réalisés dans Tron (Steven Lisberger, 1982) et dans The Last Starfighter (Nick Castle, 1984). À partir de ce moment, on ne parle plus d'effets spéciaux mais d'effets visuels.
Peu à peu, la meilleure qualité des logiciels et la formidable montée en puissance de calcul des machines ont permis de réaliser de véritables trucages numériques, comme le morphing, utilisé notamment pour la transformation de Fin Raziel dans Willow (Ron Howard, 1988), ou l’animation 3D, qui permet de personnifier l'« Australien », le couteau qui obéit à Louison (Dominique Pinon) dans Delicatessen (Jean-Pierre Jeunet et Marc Caro, 1991).
Le numérique s’est progressivement emparé des productions dans les années 1990. Les studios spécialisés se sont multipliés, tels la maison Duboi (Alien, la résurrection) ou encore la Buf Compagnie (Matrix Reloaded, Harry Potter et la Coupe de feu, Spider-Man 3). Plus récemment, certains réalisateurs cherchent à échapper au tout numérique, comme Peter Jackson dans la trilogie du Seigneur des anneaux, qui mélange maquillage, traitement numérique et trucages analogiques, ou encore Christopher Nolan sur l'ensemble de ses films qui favorise les trucages autant que possible.
Aux États-Unis, certains professionnels de l'audiovisuel appellent souvent les effets spéciaux numériques « effets visuels » (visual effects). Les effets spéciaux mécaniques eux restent des « effets spéciaux » (special effects) afin de les différencier plus facilement.
De nombreux effets spéciaux numériques nécessitent un tournage devant fond bleu ou fond vert pour effectuer une incrustation.
En 2025, Christian Clavier compare les trucages de Méliès aux usages actuels de l’IA dans les effets visuels.